# Achatina vignoniana
Achatina vignoniana es una especie de molusco gasterópodo de la familia Achatinidae en el orden de los Stylommatophora.

## Distribución geográfica
Es endémica de Gabón. 